# Скакуново
Скакуново — упразднёная деревня в Голышмановском городском округе Тюменской области России. Исключена из учётных данных в 2016 году.

## География
Урочище находится в Тюменской области, является Непассажирской станцией «остановочный пункт Скакуново», на расстоянии примерно 28 километров от Голышманово, административного центра района.

## История
До сентября 2018 года входила в состав Гладиловского сельского поселения.

## Население
| 1989 | 2002 | 2010 |
| ---- | ---- | ---- |
| 18   | ↘8   | ↘0   |